# 杨梅生
杨梅生（1905年1月13日—1978年1月9日），原名杨勋梅，中国人民解放军中将，1955年获一级八一勋章、一级独立自由勋章、一级解放勋章。